# Пикельная, Валерия Семёновна
Пикельная Валерия Семёновна (6 апреля 1938, Кривой Рог, Днепропетровская область — 27 января 2012, Кривой Рог, Днепропетровская область) — советский и украинский педагог. Доктор педагогических наук (1993), профессор (1996), специалист по теории и методике моделирования управленческой деятельности, руководитель научной школы по теории и практике управления учебными заведениями, директор Института непрерывного педагогического образования (2003—2005) КГПУ. Отличник образования Украины, заслуженный работник образования Украины.

## Биография
Родилась 6 апреля 1938 года в городе Кривой Рог Днепропетровской области.
В 1960 году окончила геологический факультет Криворожского горнорудного института по специальности инженера-горного геолога.
В 1960—1964 годах — инженер, инженер-инструктор производственно-технического обучения рабочих на шахтах Рудоуправления имени Ф. Э. Дзержинского (Кривой Рог).
В 1964—1975 годах — преподаватель специальных дисциплин, заместитель директора по учебно-производственной работе профессионально-технического училища № 27 (Кривой Рог).
В 1966—1969 годах училась на вечернем электромеханическом факультете Криворожского горнорудного института по специальности инженера-электромеханика. В 1975—1976 годах — в аспирантуре научно-исследовательского института Академии педагогических наук СССР в секторе трудового обучения и профориентации (Москва).
В 1976 году начала научную деятельность в Криворожском государственном педагогическом институте.
В 1976—1989 годах — ассистент, старший преподаватель, доцент кафедры педагогики и психологии.
В 1977 году защитила диссертацию «Пути и средства усовершенствования руководства методической работой при подготовке молодых рабочих в средних профессионально-технических училищах» на соискание учёной степени кандидата педагогических наук в Научно-исследовательском институте трудового обучения и профессиональной ориентации Академии педагогических наук СССР (Москва).
В 1984 году присвоено учёное звание доцента. В 1990—1991 годах — доцент кафедры педагогического мастерства. В 1992—1994 годах — доцент кафедры методики трудового обучения.
В 1993 году защита диссертацию «Теория и методика моделирования управленческой деятельности (школоведческий аспект)» на соискание учёной степени доктора педагогических наук в Институте педагогики Академии педагогических наук Украины.
В 1993 году создана научная школа по теории и практике управления учебными заведениями. Научный руководитель 25 защищённых кандидатских диссертаций.
В 1994—2001 годах — профессор кафедры педагогики и методики трудового и профессионального обучения.
В 1996 году присвоено учёное звание профессора.
В 2000—2003 и 2008—2011 годах — член диссертационного совета Криворожского государственного педагогического университета по защите кандидатских и докторских диссертаций.
В 2001—2003 годах — декан индустриально-педагогического факультета Криворожского государственного педагогического университета.
В 2003—2005 годах — директор Института непрерывного педагогического образования Криворожского государственного педагогического университета.
В 2005—2011 годах — профессор кафедры педагогики и методики трудового и профессионального обучения.
Умерла 27 января 2012 года в городе Кривой Рог, где и похоронена.

## Научная деятельность
Автор и соавтор более 150 научных и научно-методических трудов, статей в профессиональных сборниках и периодических изданиях по проблемам методики трудового обучения, профессионального образования, подготовки будущего педагога, управления учебными заведениями, формирования творческой личности студенческой и учащейся молодёжи.
По её инициативе в Криворожском педуниверситете создан музей художественного труда студентов, более 20 была руководителем студенческой художественной самодеятельности. Писала стихи. При содействии ее учеников издан сборник стихов.

### Научные труды
- Пикельная В. С. Проблемы руководства учебно-воспитательным процессом в педагогической теории. — Кривой Рог: КГПИ, 1980. — 102 с.
- Пикельная В. С., Буряк В. К., Ткачёва Л. Ф. Общественно-педагогическая практика. — Кривой Рог: КГПИ, 1983. — 54 с.
- Пикельная В. С. Содержание и организация руководства учебно-воспитательным процессом в училище. — М.: Высшая школа, 1985. — 64 с.
- Пикельная В. С. Теоретические основы моделирования управленческой деятельности: монография. — Л., 1989. — 170 с.
- Пикельная В. С. Управленческие модели в деятельности руководителя школы. — Кривой Рог: КГПИ, 1989. — 51 с.
- Пикельная В. С., Корольський В. В. Каким быть ческому самоуправлению?: учебное пособие. — Кривой Рог: КГПИ, 1990. — 50 с.
- Пикельная В. С. Теоретические основы управления (школоведческий аспект). — М.: Высшая школа, 1990. — 175 с.
- Пикельная В. С. Педагогика и процессы гуманизации в образовании: учебное пособие. — Кривой Рог: КГПИ, 1996. — 91 с.
- Пікельна В. С., Удод О. А. Управління школою. — Дніпро: Альфа, 1998. — 284 с.
- Пікельна В. С. Управління школою: у 2 ч. Ч. 1. — Х.: Основа, 2004. — 112 с.
- Пікельна В. С. Управління школою: у 2 ч. Ч. 2. — Х.: Основа, 2004. — 112 с.
- Пікельна В. С. Педагогіка (у схемах, малюнках, таблицях, текстах, моделях): навчальний посібник. — Кривий Ріг: КДПУ, 2004. — 56 с.
- Пікельна В. С. Історі: педагогічні нариси. — Дніпро: Дніпрокнига, 2005. — 241 с.
- Пікельна В. С. та ін. Проектна діяльність у технологічній освіті: колективна монографія. — Кривий Ріг: СПД Залозний В. В., 2012. — 320 с.

## Награды
- Нагрудный знак МОН Украины «Отличник образования» (1998);
- Заслуженный работник образования Украины (2003);
- Почётная грамота исполкома Криворожского городского совета (2008).